# Język serbsko-chorwacki

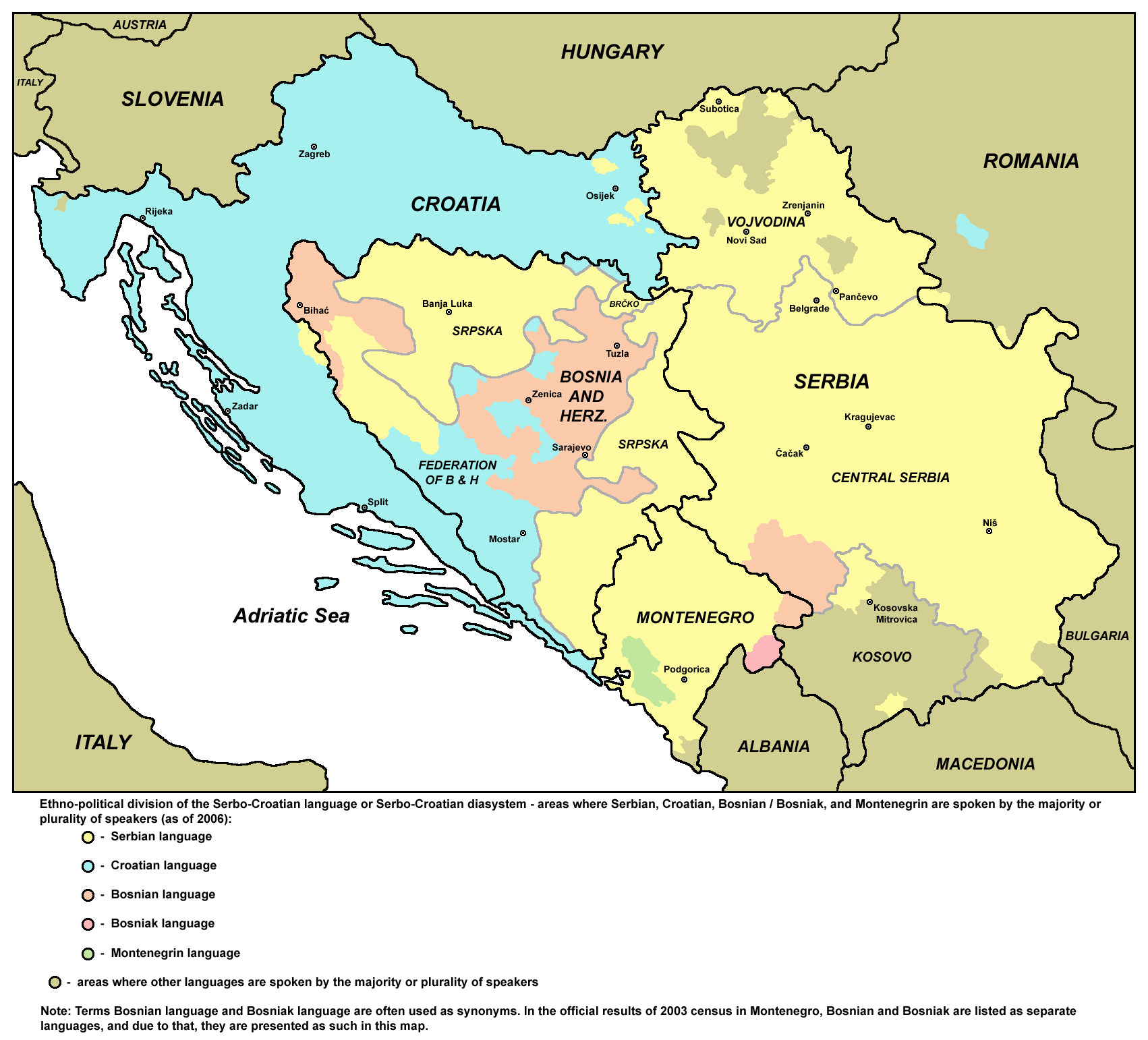
język chorwacki, język bośniacki, język serbski (2006)

Język serbsko-chorwacki, serbochorwacki (serb.-chorw. српскохрватски / srpskohrvatski) – kontrowersyjny termin określający byty językowe używane przez Serbów, Chorwatów, Czarnogórców i Boszniaków. W ujęciu tradycyjnym obejmuje on dialekty sztokawskie, kajkawskie, czakawskie i torlackie należące do południowej gałęzi języków słowiańskich, wydzielone z miejscowego kontinuum dialektalnego na podstawie granic etnicznych i standaryzacyjnych.
W wąskim sensie pojęcie odnosi się do narodowych odmian języka standardowego na terenie Serbii, Chorwacji, Bośni i Hercegowiny oraz Czarnogóry, opartych na wspólnej (sztokawskiej) podstawie dialektalnej. O ile termin „język serbsko-chorwacki” może określać ogół dialektów na tym obszarze językowym, to w takim znaczeniu opiera się na rozstrzygnięciach politycznych, związanych z rozwojem standaryzacji językowej i granicami narodowymi (języki południowosłowiańskie tworzą bowiem kontinuum dialektalne). W odniesieniu do języka serbsko-chorwackiego jako warstwy skodyfikowanych standardów (tzw. sztokawszczyzny literackej) przyjmuje się, że jest to język policentryczny z czterema wzajemnie zrozumiałymi odmianami standardowymi: serbską, chorwacką, bośniacką i czarnogórską.
Język serbsko-chorwacki został ustandaryzowany na mocy porozumienia językowego podpisanego przez chorwackich i serbskich pisarzy w połowie XIX wieku (dziesiątki lat przed powstaniem państwa jugosłowiańskiego), znanego dzisiaj jako Wiedeńska Umowa Językowa (Bečki književni dogovor). W XX wieku język ten zyskał status urzędowy w Królestwie Jugosławii (pod nazwą oficjalną „serbsko-chorwacko-słoweński”), a później służył jako jeden z języków oficjalnych SFRJ. W obrębie wspólnego standardu najczęściej wyróżniano dwa wyraźnie spolaryzowane warianty – zachodni (chorwacki, zagrzebski) oraz wschodni (serbski, belgradzki), a obszar Bośni i Hercegowiny traktowano jako przestrzeń przenikania się obu wspomnianych wariantów. Rozpad Jugosławii przyniósł rozbicie języka serbsko-chorwackiego na odrębne socjolingwistycznie języki narodowe: serbski, chorwacki i bośniacki.
Mimo że oficjalnie język serbsko-chorwacki przestał istnieć jako unitarny standard, a miano to wyszło z użycia w krajach byłej Jugosławii, wielu lingwistów wciąż wskazuje na ogromną bliskość powstałych języków narodowych i zasadność tego terminu. W poczet języków policentrycznych bardzo często zalicza się zatem również język serbsko-chorwacki. Struktura gramatyczno-leksykalna języka Serbów, Chorwatów, Boszniaków i Czarnogórców wykazuje niewspółmiernie więcej cech wspólnych aniżeli odmienności, a porozumiewanie się przedstawicieli tychże nacji, posługujących się swoimi narodowymi odmianami języka, nie napotyka na żadne przeszkody. Wzajemna zrozumiałość między użytkownikami języka standardowego z Chorwacji, Serbii, Bośni i Hercegowiny oraz Czarnogóry jest intensywniejsza niż między użytkownikami standardowych wariantów angielskiego, francuskiego, niemieckiego i hiszpańskiego. Faktyczne podziały językowe na obszarze serbsko-chorwackim, związane z silnym zróżnicowaniem dialektalnym, w wielu przypadkach nie odpowiadają granicom narodowym.
Termin ten nie jest powszechnie akceptowany w krajach byłej Jugosławii. Bywa parafrazowany jako Serbo-Croat-Bosnian (SCB) („język serbsko-chorwacko-bośniacki”), Bosnian-Croatian-Serbian (BCS) („język bośniacko-chorwacko-serbski”) lub Bosnian-Croatian-Montenegrin-Serbian (BCMS) („język bośniacko-chorwacko-czarnogórsko-serbski”). W odniesieniu do odmian narodowych (opartych na dialekcie sztokawskim) można posłużyć się neutralnymi określeniami typu „sztokawszczyzna literacka” (književna štokavština) i „sztokawszczyzna standardowa” (standardna štokavština).

## Jeden język czy wiele języków?
Szereg kontrowersji budzi odpowiedź na pytanie, czy istnieje jeden język serbsko-chorwacki, czy też odrębne języki: serbski, chorwacki, bośniacki i czarnogórski. Zagadnienie to uchodzi za dosyć skomplikowane, gdyż z punktu widzenia polityki językowej rozróżnienie między wariantami jednego języka a spokrewnionymi językami jest w dużym stopniu arbitralne (umowne). Rozumienie zagadnienia może ponadto różnić się w zależności od tego, czy rozpatrujemy problem wyłącznie na poziomie narodowych standardów, czy też w odniesieniu do całokształtu odmian językowych używanych na serbsko-chorwackim obszarze językowym.
Określenie „język serbsko-chorwacki” zostało wprowadzone w 1824 przez niemieckiego leksykografa Jacoba Grimma. Powstanie języka serbsko-chorwackiego było efektem umowy wiedeńskiej z 1850, w której Serbowie i Chorwaci postanowili stworzyć wspólny język literacki. Unifikacja nie została jednak nigdy doprowadzona do końca i stworzony w drodze realizacji porozumienia język charakteryzował się pewnymi odmiennościami pozwalającymi mówić o jego wariantywnej budowie. Do lat 90. XX w. serbsko-chorwacki najczęściej uważany był za jeden język, jako jeden wariantowy kod funkcjonował w obiegu naukowym, posiadając zresztą status jednego z trzech języków urzędowych Jugosławii (pod różnymi nazwami, np. w Chorwacji używana była nazwa „język chorwacki lub serbski” – chorw. hrvatski ili srpski jezik – natomiast w Serbii do 2006 oficjalnie funkcjonowała nazwa „język serbsko-chorwacki” – serb. српскохрватски језик srpskohrvatski jezik).
Po rozpadzie Jugosławii narody uprzednio ją współtworzące starają się podkreślać swoją odrębność, również w dziedzinie językowej. Dlatego narodowe standardy dialektu sztokawskiego (języki serbski, chorwacki, bośniacki) zostały przez nowo powstałe państwa uznane za odrębne języki. W Bośni i Hercegowinie formalnie funkcjonują trzy języki urzędowe: chorwacki, serbski i bośniacki. Istnieje również tzw. standard BCS (bośniacki-chorwacki-serbski), jest to wersja używana przez Międzynarodowy Trybunał Karny do spraw byłej Jugosławii. Można zauważyć oznaki powstawania kolejnego standardu – czarnogórskiego. Poszczególne warianty rozwijają się niezależnie (na przykład w Chorwacji promuje się reformy zwiększające różnice między chorwackim a serbskim). Od tego momentu różnice między nowo powstałymi standardami są często uwypuklane i wyolbrzymiane z pobudek politycznych.
Według niektórych najwłaściwszym jest przyjąć, że język serbsko-chorwacki funkcjonował jako wariantowy język standardowy do końca XX w. Wówczas to jego warianty zostały podniesione przez swoich użytkowników do rangi języków standardowych (literackich), a wspólny standard serbsko-chorwacki stał się martwy. Sam termin pozostał jednak w powszechnym użyciu wśród językoznawców jako określenie wspólnej podstawy dzisiejszych odmian narodowych.
Przy wzięciu pod uwagę czynników socjopolitycznych serbski, chorwacki i bośniacki można rozpatrywać jako odrębne języki typu Ausbau (czyli języki wyodrębnione ze względu na samodzielny rozwój socjolingwistyczny). Jednakże według pierwotnej propozycji H. Klossa właściwiej jest przyjąć, że chodzi o jeden język policentryczny („serbsko-chorwacki”), gdyż omawiane odmiany narodowe mają swoje źródło we wspólnej podstawie dialektalnej (inaczej niż np. w przypadku czeskiego i słowackiego czy bułgarskiego i macedońskiego).
Za istnieniem jednego języka przemawia spostrzeżenie, że różnice między chorwackim a serbskim językiem standardowym są mniejsze niż między standardowymi wariantami angielskiego w Wielkiej Brytanii, USA, Kanadzie, Australii lub języka niemieckiego w Niemczech, Austrii, Szwajcarii, hiszpańskiego w Hiszpanii i Ameryce Łacińskiej, portugalskiego w Portugalii i Brazylii, francuskiego we Francji, Belgii, Kanadzie i Afryce, hindustańskiego w Indiach i Pakistanie, niderlandzkiego w Holandii i Belgii. Dotyczą głównie słownictwa i stylistyki, w minimalnym stopniu również gramatyki i fonetyki.
Z drugiej strony wielu językoznawców z obszarów byłej Jugosławii uważa, że termin „język serbsko-chorwacki” jest już nieaktualny. Za jeden z powodów tego stanowiska można uznać burzliwy przebieg wojny domowej, która doprowadziła do rozpadu państwa jugosłowiańskiego. Za odrzuceniem terminu „język serbsko-chorwacki” może przemawiać również fakt, że na omawianym obszarze językowym występują liczne gwary lokalne, wyraźnie odrębne od odmian narodowych. Cały ten obszar tworzy bowiem rozległe kontinuum dialektalne, gdzie faktyczne podziały językowe nie pokrywają się z podziałami narodowymi; dyskusyjne jest zatem to, czy termin „język serbsko-chorwacki” można uznać za bardziej uprawniony od terminów „separatystycznych”, przyjmujących istnienie czterech języków.
Osobna grupa argumentów na rzecz odrębności poszczególnych języków standardowych oparta jest na odrębności kulturowej używających ich narodów oraz na odmiennym rozwoju historycznym tych języków przed XIX w. Niektórzy zwolennicy tego poglądu twierdzą ponadto, że nazwa „język serbsko-chorwacki” oznaczała nieistniejący, postulowany byt uwarunkowany wyłącznie czynnikami politycznymi.
Językowi przypisuje się kluczową rolę w procesie kreowania tożsamości narodowej. Dążność do podkreślania odrębności języka chorwackiego wyrasta z europejskiego poglądu o nierozłączności języka i narodu.
Hanna Dalewska-Greń w Językach słowiańskich opatruje „odmiany literackie języka używane współcześnie przez Serbów i Czarnogórców, Chorwatów oraz bośniackich Muzułmanów (Bośniaków)” terminem „serbski / chorwacki”, uważając, że „niewątpliwe różnice między nimi powinny być opisywane na poziomie «o stopień niższym»” i świadomie pomijając „kształtujący się w ostatnich latach i będący w trakcie standaryzacji język bośniacki”.
Na przełomie 2016 i 2017 ponad dwustu intelektualistów z Bośni i Hercegowiny, Chorwacji, Czarnogóry i Serbii podpisało Deklarację o wspólnym języku (serb-chorw. Deklaracija o zajedničkim jeziku). Stanowi ona, iż Bośniacy, Chorwaci, Czarnogórcy i Serbowie mówią jednym, policentrycznym językiem, jednak nie pojawia się w niej nazwa tego języka.

## Dialekty
Na obszarze diasystemu serbsko-chorwackiego występują trzy duże dialekty (narzecza, względnie grupy dialektów): sztokawski, kajkawski i czakawski. Różnice między tymi narzeczami są na tyle poważne, że nie wszystkie z nich są między sobą zrozumiałe.
Dialekty sztokawskie są używane w Serbii, Bośni i Hercegowinie, Czarnogórze i w przeważającej części Chorwacji. Odpowiednikiem słowa „co” jest w tych dialektach što, stąd też nazwa narzecza sztokawskiego. Sztokawszczyzna, a dokładniej dialekt wschodniohercegowiński stanowi podstawę dla wszystkich czterech standardów językowych: serbskiego, chorwackiego, bośniackiego, czarnogórskiego.
Wschodni lub ekawski wariant sztokawskiego, którym mówi się na prawie całym obszarze Serbii i na wschodnich krańcach Chorwacji, oddaje prasłowiański dźwięk *ě (jać) poprzez e. Zachodni lub (i)jekawski wariant oddaje *ě poprzez je lub ije. Mówi się nim w Chorwacji, Bośni i Czarnogórze oraz w niektórych rejonach zachodniej Serbii. Ponadto istnieje wariant ikawski, w którym *ě reprezentowane jest współcześnie przez i. Na przykład:
| Pochodzenie | Ekawski | Ikawski | Ijekawski |
| ----------- | ------- | ------- | --------- |
| vrěme       | vreme   | vrime   | vrijeme   |
| lěp         | lep     | lip     | lijep     |
| děvojka     | devojka | divojka | djevojka  |
| věran       | veran   | viran   | vjeran    |
| selo        | selo    | selo    | selo      |
| trěbati     | trebati | tribati | trebati   |
| grějati     | grejati | grijati | grijati   |

Pierwsze dwa przykłady dotyczą długiej samogłoski „jać” (ě), a trzeci i czwarty – krótkiej.
Dialekt kajkawski jest rozpowszechniony w północnej Chorwacji. Słowu „co” odpowiada kaj. Cechuje go wiele podobieństw do wschodnich dialektów słoweńskich, nie posiada jednak liczby podwójnej. Jać oddawana jest jako e.
Dialektem czakawskim mówi się w zachodniej Chorwacji, głównie na Istrii, w Kwarnerze i Dalmacji. Słowu „co” odpowiada ča. W dialekcie tym występują liczne zapożyczenia z włoskiego. Tak jak w przypadku dialektu sztokawskiego, na podstawie kontynuanta jaci wyróżniany jest wariant ikawski, ekawski i jekawski. Ciekawą cechą czakawskiego jest jego archaiczny system akcentuacyjny – uważa się, że wśród wszystkich języków słowiańskich swobodny, ruchomy i melodyczny akcent w czakawskim chorwackim jest najbardziej zbliżony do akcentu w języku prasłowiańskim.

## Alfabety i wymowa

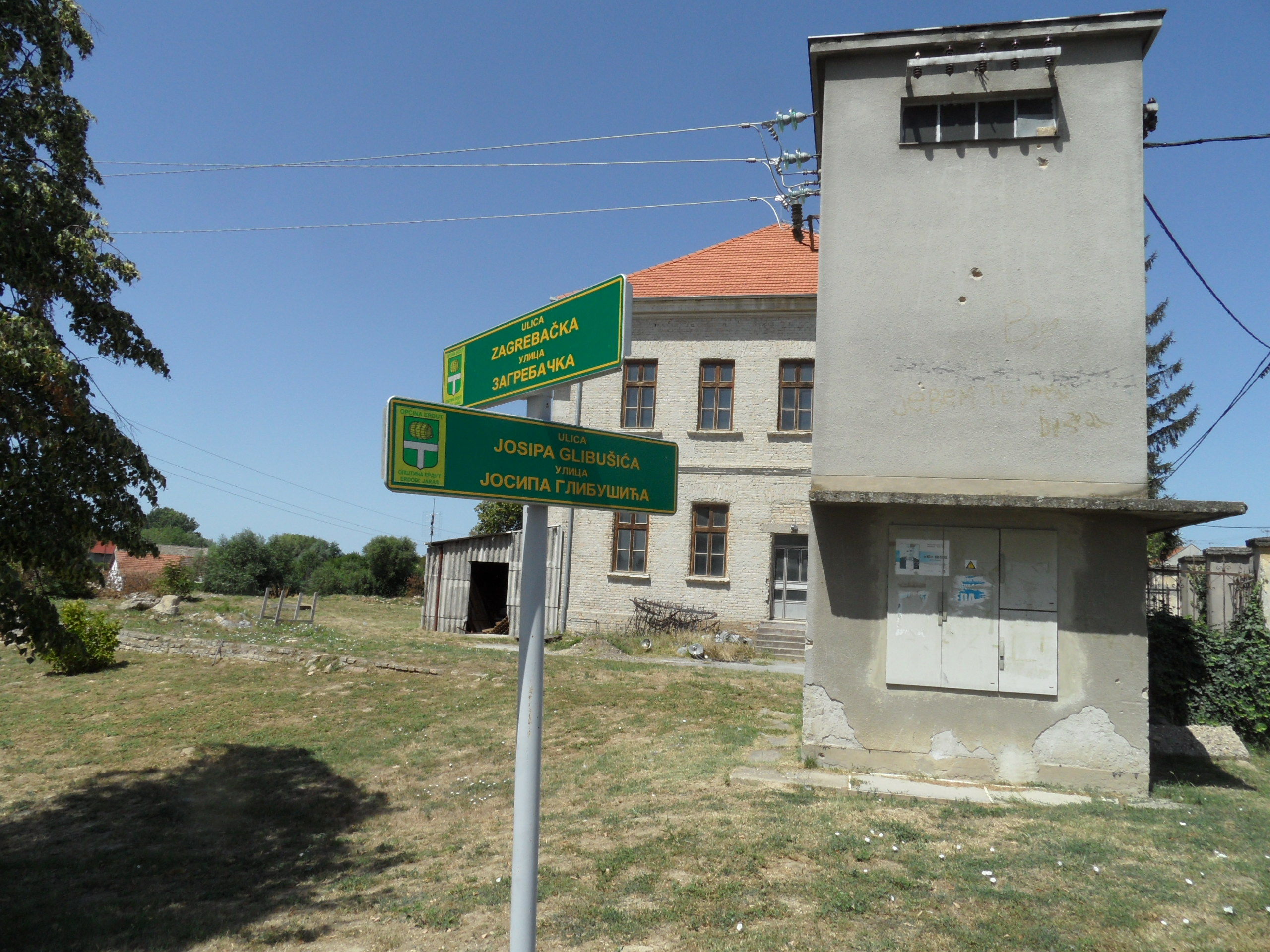
Tabliczki z nazwami ulic w obu alfabetach we wsi Dalj w Chorwacji

Ustandaryzowane formy języka serbsko-chorwackiego zapisuje się alfabetem łacińskim lub cyrylicą. Standardy literackie serbskiego, bośniackiego i czarnogórskiego dopuszczają użycie obu alfabetów, podczas gdy chorwacki tylko łacińskiego. W obu przypadkach zapis jest niemal fonetyczny, a każdy znak jednego alfabetu ma swój odpowiednik w drugim (przy czym łacinka zawiera kilka dwuznaków). Odmiana cyrylicy używana w języku serbsko-chorwackim została opracowana w XIX wieku przez Serba Vuka Stefanovicia Karadžicia, a odmiana łacinki – przez Chorwata Ljudevita Gaja. Inaczej niż np. w języku białoruskim, łacinka jest identyczna z transliteracją cyrylicy według normy ISO/R 9:1968. (Różnice względem ISO 9:1995 dotyczą kilku liter, oddawanych w łacince przez dwuznaki, mianowicie: lj, nj, dž, oraz litery j). Istnieje też, odrębna od transliteracji, transkrypcja na język polski.
Oba alfabety, cyrylica (ћирилица/ćirilica) i łacinka (latinica), liczą 30 znaków. Różnią się natomiast kolejnością liter.
Serbska cyrylica:
- А Б В Г Д Ђ Е Ж З И Ј К Л Љ М Н Њ О П Р С Т Ћ У Ф Х Ц Ч Џ Ш
- а б в г д ђ е ж з и ј к л љ м н њ о п р с т ћ у ф х ц ч џ ш

Chorwacka łacinka:
- A B C Č Ć D Dž Đ E F G H I J K L Lj M N Nj O P R S Š T U V Z Ž
- a b c č ć d dž đ e f g h i j k l lj m n nj o p r s š t u v z ž

Dwuznaki dž, lj i nj są w alfabecie traktowane jako jeden znak. Jest niewiele słów, w których tę kombinację znaków faktycznie wymawia się oddzielnie.
Zagraniczne nazwy są w ortografii serbskiej zapisywane tak jak się je wymawia np.: Grace Kelly – Grejs Keli, Shakespeare – Šekspir. W pisowni chorwackiej zaś nazwy własne pozostawia się w formie oryginalnej.
Znaki specjalne można zapisać stosując kodowanie Unicode:
| Č: | &#268; | č: | &#269; |
| Ć: | &#262; | ć: | &#263; |
| Đ: | &#272; | đ: | &#273; |
| Š: | &#352; | š: | &#353; |
| Ž: | &#381; | ž: | &#382; |

Większość znaków odpowiada ich wymowie w polskim (alfabet łaciński)
| Cyrylica | Łacinka | Międzynarodowy alfabet fonetyczny | Polska transkrypcja | Opis |
| -------- | ------- | --------------------------------- | ------------------- | --- |
| А а      | A a     | /a/                               | A a                 | jak polskie a |
| Б б      | B b     | /b/                               | B b                 | zawsze dźwięczne |
| В в      | V v     | /ʋ/                               | W w                 | jak zawsze dźwięczne w                                                                                              |
| Г г      | G g     | /ɡ/                               | G g                 | zawsze dźwięczne |
| Д д      | D d     | /d/                               | D d                 | zawsze dźwięczne |
| Ђ ђ      | Đ đ     | /ʥ/                               | Dź/Dzi dź/dzi       | jak polskie dź |
| Е е      | E e     | /ɛ/                               | E e                 | otwarte e |
| Ж ж      | Ž ž     | /ʒ/                               | Ż ż                 | jak polskie ż |
| З з      | Z z     | /z/                               | Z z                 | jak polskie z |
| И и      | I i     | /i/                               | I i                 | jak polskie i |
| Ј ј      | J j     | /j/                               | J j                 | często jak krótkie nieakcentowane i                                                                                 |
| К к      | K k     | /k/                               | K k                 | jak polskie k |
| Л л      | L l     | /l/                               | L l                 | podobne do polskiego l                                                                                              |
| Љ љ      | Lj lj   | /ʎ/                               | Lj lj               | jak li w polskim słowie milion                                                                                      |
| М м      | M m     | /m/                               | M m                 | jak polskie m |
| Н н      | N n     | /n/                               | N n                 | jak polskie n |
| Њ њ      | Nj nj   | /ɲ/                               | Ń/Ni ń/ni           | podobne do polskiego ń                                                                                              |
| О o      | O o     | /ɔ/                               | O o                 | otwarte o |
| П п      | P p     | /p/                               | P p                 | jak polskie p |
| Р р      | R r     | /r/                               | R r                 | jak polskie r. Może tworzyć sylabę i być przy tym długie/krótkie, akcentowane/nieakcentowane. Przykład: /kr̩k/ (Krk) |
| С с      | S s     | /s/                               | S s                 | jak polskie s |
| Т т      | T t     | /t/                               | T t                 | jak polskie t |
| Ћ ћ      | Ć ć     | /ʨ/                               | Ć/Ci ć/ci           | jak polskie ć |
| У у      | U u     | /u/                               | U u                 | jak polskie u |
| Ф ф      | F f     | /f/                               | F f                 | jak polskie f |
| Х х      | H h     | /x/                               | H h                 | podobne do polskiego ch                                                                                             |
| Ц ц      | C c     | /ʦ/                               | C c                 | jak polskie c |
| Ч ч      | Č č     | /ʧ/                               | Cz cz               | jak polskie cz |
| Џ џ      | Dž dž   | /ʤ/                               | Dż dż               | jak polskie dż |
| Ш ш      | Š š     | /ʃ/                               | Sz sz               | jak polskie sz |

## Opis języka standardowego
Ponieważ różnice między standardowym językiem serbskim, standardowym językiem chorwackim, standardowym językiem bośniackim a standardowym językiem czarnogórskim są niewielkie, poniżej zostaną one opisane łącznie jako jeden system językowy, nazywany serbsko-chorwackim. Należy to traktować jako wybranie obiektu językowej analizy, a nie jako zajęcie stanowiska w sporze o to, czy serbski i chorwacki są odrębnymi językami (podobnie jak opisanie przez polonistów języka mieszkańców Krakowa nie oznaczałoby uznania tego języka za odrębny względem języka polskiego).

### Fonetyka i fonologia
W języku serbsko-chorwackim występuje 25 spółgłosek. Barw samogłosek jest 5 (a, e, o, i, u – wymowa jak po polsku). Ponadto występuje iloczas, to znaczy samogłoska może być długa lub krótka i cecha ta może decydować o znaczeniu wyrazu. W związku z tym można wyróżnić 10 samogłosek.
W serbsko-chorwackim, podobnie jak w niektórych innych językach słowiańskich (macedońskim, czeskim, słowackim), głoska r może tworzyć sylabę. Stąd trudne do wymówienia dla Polaków wyrazy takie jak prst lub trg. Podobnie w wyrazach obcego pochodzenia może się zachowywać głoska l oraz n (np. w trzysylabowym wyrazie bicikl, lub dwusylabowym njutn).
Cechą języka serbsko-chorwackiego jest akcent melodyczny. Akcentowana sylaba (samogłoska) może mieć intonację opadającą lub rosnącą. W połączeniu z iloczasem tworzy to cztery rodzaje akcentu – długi opadający, krótki opadający, długi rosnący i krótki rosnący. Akcent w serbsko-chorwackim jest swobodny i ruchomy, jednak w wyrazach wielosylabowych nie może padać na ostatnią sylabę wyrazu; sylaba środkowa może mieć tylko akcent rosnący, początkowa – każdy (w zależności od wyrazu). Wyrazy jednosylabowe mogą mieć tylko akcent opadający. W zwykłych tekstach akcent ani długość samogłoski nie są oznaczane. Oznaczenia te spotkać można w słownikach.

### Gramatyka
Serbsko-chorwacki charakteryzuje się bogatą fleksją. Występuje w nim siedem przypadków (celownik i miejscownik współcześnie zawsze mają identyczną formę z wyjątkiem różnic w intonacji w niektórych wyrazach jednosylabowych), dwie liczby i siedem czasów: teraźniejszy, przeszły złożony, zaprzeszły, aoryst, imperfekt, przyszły, przyszły drugi.
Odmiana rzeczowników
|                   | Klasa I – rodzaj męski I | Klasa I – rodzaj męski II -ac (żywotny) | Klasa I – rodzaj nijaki | Klasa I – rodzaj nijaki -e | Klasa II – rodzaj żeński | Klasa II – rodzaj żeński I -ka | Klasa II – rodzaj żeński I -ga | Klasa III – rodzaj żeński II |
| Liczba pojedyncza | okno                     | osioł                                   | wieś                    | drzewo, Mile (imię)        | kobieta                  | bank                           | książka                        | miłość                       |
| ----------------- | ------------------------ | --------------------------------------- | ----------------------- | -------------------------- | ------------------------ | ------------------------------ | ------------------------------ | ---------------------------- |
| Mianownik         | prozor                   | magarac                                 | selo                    | drvo, Mile                 | žena                     | banka                          | knjiga                         | ljubav                       |
| Dopełniacz        | prozora                  | magarca                                 | sela                    | drveta, Mileta             | žene                     | banke                          | knjige                         | ljubavi                      |
| Celownik          | prozôru                  | magârcu                                 | sêlu                    | drvêtu, Miletu             | žêni                     | bânci                          | knjizi                         | ljubâvi                      |
| Biernik           | prozor                   | magarca                                 | selo                    | drvo, Mileta               | ženu                     | banku                          | knjigu                         | ljubav                       |
| Wołacz            | prozore                  | magarče                                 | selō                    | drvō, Mile                 | ženō                     | bankō                          | knjigō                         | ljubavi                      |
| Narzędnik         | prozorom                 | magarcom                                | selom                   | drvetom, Miletom           | ženom                    | bankom                         | knjigom                        | ljubavi, ljubavlju           |
| Miejscownik       | prozóru                  | magárcu                                 | sélu                    | drvétu, Miletu             | žéni                     | bánci                          | knjizi                         | ljubavi                      |
| Liczba mnoga      | okna                     | osły                                    | wsie                    | drzewa                     | kobiety                  | banki                          | książki                        | miłości                      |
| Mianownik         | prozori                  | magarci                                 | sela                    | drva                       | žene                     | banke                          | knjige                         | ljubavi                      |
| Dopełniacz        | prózorā                  | mágaracā                                | sélā                    | drvā                       | ženā                     | bánkā                          | knjigā                         | ljubavi                      |
| Celownik          | prozorima                | magarcima                               | selima                  | drvima                     | ženama                   | bankama                        | knjigama                       | ljubavima                    |
| Biernik           | prozore                  | magarce                                 | sela                    | drva                       | žene                     | banke                          | knjige                         | ljubavi                      |
| Wołacz            | prozori                  | magarci                                 | sela                    | drva                       | žene                     | banke                          | knjige                         | ljubavi                      |
| Narzędnik         | prozorima                | magarcima                               | selima                  | drvima                     | ženama                   | bankama                        | knjigama                       | ljubavima                    |
| Miejscownik       | prozorima                | magarcima                               | selima                  | drvima                     | ženama                   | bankama                        | knjigama                       | ljubavima                    |

Odmiana czasowników (przykład)
Raditi (robić, pracować)
| Zaimek                      | Czas teraźniejszy | Czas przyszły                       | Czas przyszły     | Czas przeszły                            | Czas przeszły | Czas przeszły | Czas przeszły                                |
| Zaimek                      | Czas teraźniejszy | 1                                   | 2                 | perfekt                                  | imperfekt     | aoryst        | czas zaprzeszły                              |
| --------------------------- | ----------------- | ----------------------------------- | ----------------- | ---------------------------------------- | ------------- | ------------- | -------------------------------------------- |
| Jа (ja)                     | radim             | ću raditi/radiću/ću da radim        | budem radio/la    | sam radio/la; radio/la sam               | rađah         | rad+ih        | bio sam radio/bila sam radila                |
| Ti (ty)                     | radiš             | ćeš raditi/radićeš/ćeš da radiš     | budeš radio/la    | si radio/la; radio/la si                 | rađaše        | rad+iše       | bio si radio/bila si radila                  |
| On, ona, ono (on, ona, ono) | radi              | će raditi/radiće/će da radi         | bude radio/la/lo  | je radio/la/lo; radio/la/lo je           | rađaše        | rad+iše       | bio je radio/bila je radila/bilo je radilo   |
| Mi (my)                     | radimo            | ćemo raditi/radićemo/ćemo da radimo | budemo radili/le  | smo radili/le; radili/le smo             | rađasmo       | rad+ismo      | bili smo radili/bile smo radili              |
| Vi (wy)                     | radite            | ćete raditi/radićete/ćete da radite | budete radili/le  | ste radili/le; radili/le ste             | rađaste       | rad+iste      | bili ste radili/bile ste radile              |
| Oni, one, ona (oni, one)    | rade              | će raditi/radiće/će da rade         | budu radili/le/la | su radili/radile/radila; radili/le/la su | rađahu        | radi+hu       | bili su radili/bile su radile/bila su radila |

## Przykładowe różnice
| język polski       | standardowy język chorwacki | standardowy język serbski             |
| ------------------ | --------------------------- | ------------------------------------- |
| porównanie         | usporedba                   | поређење (poređenje)                  |
| Europa             | Europa                      | Европа (Evropa)                       |
| Holandia           | Nizozemska                  | Холандија (Holandija)                 |
| Włosi              | Talijani                    | Италијани (Italijani)                 |
| wszechświat        | svemir                      | васиона (vasiona)                     |
| kręgosłup          | kralježnica                 | кичма (kičma)                         |
| powietrze          | zrak                        | ваздух (vazduh)                       |
| edukacja           | odgoj                       | васпитање (vaspitanje)                |
| tydzień            | tjedan                      | седмица (sedmica), недеља (nedelja)   |
| historia           | povijest, historija         | историја (istorija)                   |
| pantalony          | hlače                       | панталоне (pantalone)                 |
| brzuch             | trbuh                       | стомак (stomak)                       |
| nauka              | znanost                     | наука (nauka)                         |
| osobiście          | osobno                      | лично (lično)                         |
| osoba              | osoba                       | лице (lice)                           |
| Narody Zjednoczone | Ujedinjeni Narodi           | Уједињене Нације (Ujedinjene Nacije)  |
| chleb              | kruh                        | хлеб (hleb)                           |
| sztuczny           | umjetan                     | вештачки (veštački)                   |
| krzyż              | križ                        | крст (krst)                           |
| demokracja         | demokracija                 | демократија (demokratija)             |
| wyspa              | otok                        | острво (ostrvo)                       |
| oficer             | časnik                      | официр (oficir)                       |
| ruch uliczny       | cestovni promet             | друмски саобраћај (drumski saobraćaj) |
| autostrada         | autocesta                   | аутопут (autoput)                     |
| długość            | duljina                     | дужина (dužina)                       |
| związek            | udruga                      | удружење (udruženje)                  |
| fabryka            | tvornica                    | фабрика (fabrika)                     |
| ogólnie            | uopće                       | уопште (uopšte)                       |
| Chrystus           | Krist                       | Христ (Hrist), Христoс (Hristos)      |
| przepraszam        | oprosti                     | извини (izvini)                       |

Oto przykład urzędowego komunikatu w trzech językach urzędowych Bośni i Hercegowiny:
- bośniacki:
SAOPŠTENJE ZA JAVNOST: Bosna i Hercegovina očekuje povećanje kreditnog rejtinga. U martu 2004. godine, Agencija Moody’s dodijelila je Bosni i Hercegovini prvi suvereni kreditni rejting, B3 sa pozitivnim izgledima. U svjetlu značajnog napretka u izgradnji države od dodjele prvog kreditnog rejtinga, Moody’s razmatra moguće povećanje rejtinga Bosne i Hercegovine.
- chorwacki:
PRIOPĆENJE ZA JAVNOST: Bosna i Hercegovina očekuje povećanje kreditnog rejtinga. U ožujku 2004. godine, Agencija Moody’s je dodijelila Bosni i Hercegovini prvi suvereni kreditni rejting, B3 s pozitivnim izgledima. U svjetlu značajnog napretka u izgradnji države od dodjele prvog kreditnog rejtinga, Moody’s razmatra moguće povećanje rejtinga Bosne i Hercegovine.
- serbski (łacinka):
SAOPŠTENJE ZA JAVNOST: Bosna i Hercegovina očekuje povećanje kreditnog rejtinga. U martu 2004. godine, Agencija Moody’s dodelila je Bosni i Hercegovini prvi suvereni kreditni rejting, B3 sa pozitivnim izgledima. U svetlu značajnog napretka u izgradnji države od dodjele prvog kreditnog rejtinga, Moody’s razmatra moguće povećanje rejtinga Bosne i Hercegovine.
- serbski (cyrylica):
САОПШТЕЊЕ ЗА ЈАВНОСТ: Босна и Херцеговина очекује повећање кредитног рејтинга. У марту 2004. године, Агенција Moody’s доделила је Босни и Херцеговини први суверени кредитни рејтинг, Б3 са позитивним изгледима. У светлу значајног напретка у изградњи државе од додјеле првог кредитног рејтинга, Moody’s разматра могуће повећање рејтинга Босне и Херцеговине.

Oto przykłady zdań uwydatniające różnice między standardami:
| Polski | Standard chorwacki                                                                                    | Standard bośniacki | Standard serbski                                                                                           |
| --- | --- | --- | --- |
| W odniesieniu do spalin zanieczyszczających powietrze w Jerozolimie, należałoby podjąć środki bezpieczeństwa! | Glede ispušnih plinova i zagađivanja zraka u Jeruzalemu, bilo bi potrebito poduzeti mjere sigurnosti! | U pogledu izduvnih gasova i zagađivanja vazduha u Jerusalimu, bilo bi potrebno preduzeti mjere bezbjednosti/sigurnosti! | U pogledu izduvnih gasova i zagađivanja vazduha u Jerusalimu, bilo bi potrebno preduzeti mere bezbednosti! |
| Biała sól kuchenna jest związkiem chemicznym sodu i chloru.                                                   | Bijela sol za kuhanje kemijski je spoj natrija i klora.                                               | Bijela so za kuhanje je hemijski spoj natrijuma i hlora.                                                                | Bela so za kuvanje je hemijsko jedinjenje natrijuma i hlora.                                               |
| Pociąg z dworca kolejowego odjedzie dokładnie o godz. dziesiątej.                                             | Vlak sa željezničkoga kolodvora krenut će točno u deset sati.                                         | Voz sa željezničke stanice krenut će tačno u deset sati.                                                                | Voz sa železničke stanice krenuće tačno u deset sati/časova.                                               |

## Nazwa
Nazwy „serbsko-chorwacki” po raz pierwszy użył Jakob Grimm w 1824, a od 1836 używa jej Jernej Kopitar i niektórzy chorwaccy gramatycy XIX wieku.
Według Słownika poprawnej polszczyzny PWN z 1995 poprawną nazwą jest język serbskochorwacki, natomiast forma serbo-chorwacki jest niepoprawna. Encyklopedia powszechna PWN z 1974 posiada hasło serbochorwacki język i podaje formę alternatywną język serbsko(-?)chorwacki. Mała encyklopedia powszechna PWN z 2000 posiada hasło serbsko-chorwacki język i podaje formę alternatywną chorwacko-serbski.
W specyfikacji RTF 1.0 znajdują się opisy języków Croato-Serbian (Latin) i Serbo-Croatian (Cyrillic)
| ISO 639-1 .Code | ISO 639-2 Code | English name of Language | French name of Language | Date Added or Changed | Category of Change | Notes |
| --------------- | -------------- | ------------------------ | ----------------------- | --------------------- | ------------------ | --- |
| [-sh]           | (none)         | Serbo-Croatian           | serbo-croate            | 2000-02-18            | Dep                | This code was deprecated in 2000 because there were separate language codes for each individual language represented (Serbian, Croatian, and then Bosnian was added). It was published in a revision of ISO 639-1, but never was included in ISO 639-2. It is considered a macrolanguage (general name for a cluster of closely related individual languages) in ISO 639-3. Its deprecated status was reaffirmed by the ISO 639 JAC in 2005. |
| sr              | srp [scc]      | Serbian                  | serbe                   | 2008-06-28            | CC                 | ISO 639-2/B code deprecated in favor of ISO 639-2/T code |
| hr              | hrv [scr]      | Croatian                 | croate                  | 2008-06-28            | CC                 | ISO 639-2/B code deprecated in favor of ISO 639-2/T code |

Źródło.